# Qassem Soleimani
Qasem Soleimani (persisk: قاسم سلیمانی, født 11. marts 1957 i Qanat-e Malek (Kerman-provinsen i Iran), død 3. januar 2020 i Bagdad) var generalmajor i den iranske Revolutionsgarde og fra 1998 til sin død chef for Quds-styrken, en division primært ansvarlig for internationale militære og hemmelige operationer. Han var veteran fra Iran-Irak-krigen og var aktiv i mange konflikter fra Afghanistan til Levanten. Hans metoder var en blanding af regulær militær intervention og nøgtern strategisk diplomati. Quds-styrken havde længe givet militær assistance til Hizbollah i Libanon og Hamas i Gazastriben. Efter USA's invasion af Irak fik Soleimani voksende politisk og militær indflydelse i landet gennem al-Malikis regering og Shia-militsen, som er udstyret og ledet af Quds-styrkerne. Fra den syriske borgerkrigs begyndelse i 2012 deltog Soleimani og forsøgte at styrke den syriske regering som en iransk nøgleallieret.
Soleimani blev dræbt i et missilangreb mod ham i en bilkortege i den internationale lufthavn i Bagdad den 3. januar 2020. USA påtog sig ansvaret for angrebet, som nyhedsbureauet Reuters betegnede som en dramatisk eskalering af den regionale "skyggekrig" mellem Iran på den ene side og USA og dets allierede, især Israel og Saudi-Arabien, på den anden side. I den foregående uge havde USA foretaget et luftangreb på proiranske militser, som var blevet efterfulgt af et angreb fra militserne på den amerikanske ambassade i Irak.

## Liv og virke

### Baggrund
Qasem Soleimani voksede op i en fattig bondefamilie i en lille landsby i den sydøstlige iranske provins Kerman. Han forlod skolen 13 år gammel for at hjælpe familien at klare sig økonomisk. Som ung mand flyttede han ind til provinshovedstaden Kerman, hvor han arbejdede i byggebranchen for at hjælpe med at tilbagebetale en gæld, hans far havde pådraget sig. I ledige stunder drev han vægtløftning og lyttede til en vandreprædikant ved navn Hojjat Kamyab, som var en protegé af Ali Khamenei.

### Militær
Under den islamiske revolution trådte Soleimani ind i Revolutionsgarden. Han steg i graderne fra og med Iran-Irak-krigen i 1980'erne, da han gjorde sig bemærket. Han tog personlig del i en række hemmelige militære operationer i udlandet. I Irak støttede han Saddam Husseins modstandere blandt shiitiske og kurdiske grupper.
Som veteran fra Iran-Irak-krigen blev han en ret populær person i Iran. Soleimani kom med i revolutionsgarden i 1979 og udmærkede sig i krigen mod Irak trods manglende militær uddannelse. Han var en af de mægtigste i det iranske regimet og blev regnet som en mulig fremtidig leder. Soleimani skal ifølge The New Yorker have indledet uofficielt samarbejde med embedsmænd fra USA i kamp mod Taliban efter angrebet 11. september 2001.
Han var aktiv i mange konflikter fra Afghanistan til Levanten. Hans metoder har været en blanding af militær intervention støttet af den iranske stat og nøgtern strategisk diplomati. Quds-styrken havde længe ydet militær assistance til Hizbollah i Libanon og Hamas i De palæstinensiske områder. Efter USAs invasion af Irak fik Suleimani voksende politisk og militær indflydelse i landet takket være al-Malikis regering og Shia-militsen, som er udstyret og ledet af Quds-styrkerne.[kilde mangler] Siden borgerkrigen i Syrien begyndte, hjalp Soleimani og forsøgte at styrke den syriske regering som en iransk nøgleallieret. Soleimani havde i praksis ansvaret for Irans militære og hemmelige operationer i Mellemøsten. Han var også involveret i operationer i Afghanistan, Kaukasus og Sydamerika. Efter præsident Trumps trusler mod Iran i juli 2018 svarede Soleimani på vegne af regimet og sammenlignede Trump med en kabaretartist.

### Død
Soleimani blev dræbt i et målrettet missilangreb nær den internationale lufthavn i Bagdad den 3. januar 2020. USA påtog sig ansvaret for angrebet, som blev udført fra en MQ-9 Reaper-drone. Angrebet skete efter ordre fra præsident Donald Trump. Da Soleimani ankom til Bagdad lufthavn efter organisering af angreb mod USAs ambassade, blev han mødt af Abu Mahdi al-Muhandis, og han blev også dræbt i droneangrebet. Abu Mahdi al-Muhandis var leder af Kata'ib Hizbollah (Hizbollah-brigaderne) som er en shia-islamisk milits i Irak. Det var Abu Mahdi al-Muhandis' tilhængere, som stormede den amerikanske ambassade i Bagdad nogen dage tidligere.
Beslutningen om at angribe Soleimani personligt blev taget af Trump nogen dage eller en uge før angrebet blev gennemført. Udenrigsminister Mike Pompeo begrundede angrebet med nylige angreb på olietankere i Hormuzstrædet, nedskydning af en amerikansk drone og angreb på en amerikansk base ved Kirkuk, hvorved en civil kontraktør blev dræbt. Soleimani har i mange år været i USAs søgelys. Præsidenterne Obama og Bush undlod at foretage sig noget over for Soleimani. Ifølge Pentagon blev Soleimani dræbt, fordi han "aktivt lagde planer om at angribe amerikanske diplomater og militære i Irak og regionen". Demokratiske politikere har krævet nærmere indsyn i begrundelsen for angrebet. Ifølge Aftenposten blev flere aktioner vurderet som gengældelse for angrebet i Kirkuk. Direkte angreb på Soleimani var det mest dramatiske. USA angreb den 29. december 2019 iransk støttede militsgrupper i Irak og omkring 15 personer blev dræbt. To dage senere gik Iran-styrede demonstranter til angreb på USAs ambassade i Irak og brød ind på området. TV-billederne af demonstranter, som stormede ambassaden, skal have motiveret Trump til sammen med sine nærmeste rådgivere at beslutte sig for et målrettet angreb på Soleimani, mens de militære rådgivere skal være blevet overrasket over denne beslutning.

I dagene efter hans død blev store plakater af Soleimani sammen med øverste leder Ali Khamenei sat op i Teheran for at demonstrere, at han tilhørte den inderste kreds. Irans præsident Hassan Rouhani og Khamenei besøgte generalens familie. Flere tusinde var samlede i Bagdad i forbindelse med, at Soleimanis kiste blev fragtet gennem Irak og videre til Iran. Statsminister Adel Abdul-Mahdi og andre irakiske ledere deltog i markeringen i Bagdad. Flere hundrede tusinde fyldte gaderne i byen Ahvaz i Iran hvortil Soleimanis kiste blev bragt. Efter attentatet mod Soleimani bad USAs myndigheder amerikanere om at forlade Irak umiddelbart. Iranske myndigheder betragter drabet på Soleimani som et angreb på Iran og Anders Romarheim ved Institutt for forsvarsstudier siger, at Iran kan opfatte angrebet som en krigserklæring. Store folkemængder fyldte gaderne i centrum af Teheran, da Soleimanis kiste blev fragtet gennem byen 6. januar 2020. Statslig radio anslog tallet på fremmødte til "millioner" (flere hundrede tusinde i følge NRK). Kisten blev fragtet fra Teheran til den hellig by Qom før begravelsen i Kerman 7. januar.
Qassem Soleimani var på Den Europæiske Unions liste over terrorister og terrororganisationer, der blev opdateret i januar 2019.